# Arrondissement administratif de Bruges
Pour les articles homonymes, voir Arrondissement de Bruges.
L'arrondissement administratif de Bruges (Brugge en néerlandais) est un des huit arrondissements administratifs de la province de Flandre-Occidentale en Région flamande (Belgique). L’arrondissement a une superficie de 673,24 km2 et possède une population de 287 473 habitants au 1er janvier 2025, soit une densité de population de 426,99 habitants/km2
L'arrondissement est aussi un arrondissement judiciaire qui comprend également l’Arrondissement administratif d'Ostende et une grande partie de l’Arrondissement administratif de Tielt.

## Histoire
Il est l'héritier de l'arrondissement de Bruges créé sous le Premier Empire qui cessa d'exister en tant qu'arrondissement français le 11 avril 1814.

## Communes et leurs sections

### Communes
- Beernem
- Blankenberge
- Bruges (Brugge)
- Damme
- Jabbeke
- Knokke-Heist
- Oostkamp
- Thourout (Torhout)
- Zedelgem
- Zuienkerke

### Sections
- Aartrijke
- Assebroek
- Beernem
- Blankenberge
- Bruges (Brugge)
- Damme
- Dudzele
- Heist
- Hertsberge
- Hoeke
- Houtave
- Jabbeke
- Knokke
- Koolkerke
- Lapscheure
- Lissewege
- Loppem
- Meetkerke
- Moerkerke
- Nieuwmunster
- Oedelem
- Oostkamp
- Oostkerke
- Ramskapelle
- Ruddervoorde
- Sijsele
- Saint-André (Sint-Andries)
- Sint-Joris
- Sint-Kruis
- Sint-Michiels
- Snellegem
- Stalhille
- Thourout (Torhout)
- Uitkerke
- Varsenare
- Veldegem
- Waardamme
- Westkapelle
- Zedelgem
- Zerkegem
- Zuienkerke

## Démographie
- Source:Statbel - De:1806 à 1970=recensement de la population au 31 décembre; depuis 1980= population au 1er janvier[1]